# Historia de Tulancingo de Bravo
Historia de Tulancingo de Bravo, localizado a 120 km de la Ciudad De México es la segunda localidad en importancia en el Estado de Hidalgo (México). Localización en el Mapa 20°04′49.53″N 98°22′8.95″O

## Época Precolombina
En el periodo cenolítico se desarrollan los primeras asentamientos humanos en el valle. Es hasta el preclásico (1200 a. C. a 200) que surge una división clara entre los oficios de los pobladores. Para el periodo clásico (200-600) en Tulancingo ya existía un centro comercial importante, con calzadas y zonas residenciales. Es en esta época cuando es construido el centro ceremonial de Huapalcalco, del cual en la actualidad se conserva una pirámide de tres cuerpos y escalinata, al estilo de la cultura tolteca.
Tras la caída de Teotihuacán, Tollantzinco se convirtió en un centro de convergencia entre tribus nonoalcas y grupos posteotihuacanos, los que conformarían el imperio tolteca.
Ce Acatl Topiltzin Quetzalcoatl llegó a Tulancingo, específicamente a Hupalcalco su "casa de tablas verdes" desde donde comenzó a gobernar el imperio que fue conocido como tulteca, hasta el traslado de su capital a Tula.
Aunque siempre se le consideró un señorío independiente, con el tiempo Tulancingo pasó a formar parte del dominio de Texcoco y posteriormente, en 1416, es tomado por el poderío mexica. A partir de entonces, Tulancingo quedó dividido en dos parcialidades: Tlaixpa, ubicada al oriente, habitada en su mayoría por indígenas otomíes; y Tlatoca, al poniente, habitada por nahuas. Los habitantes de ambas parcialidades pagaban tributo al señorío mexica; este consistía en mantas de algodón y semillas, como maíz y amaranto.
Aunque Tulancingo era un señorío tributario de los mexicanos,  mantuvo cierta independencia administrativa pues se le permitía elegir sus propias autoridades. Ello lo convertía en un enclave importante para el abasto alimenticio de los mexicanos, que pudo generar un cierto grado de respeto a su autonomía. En contraste, las regiones cercanas en las que se practicaba el cultivo de temporal -como el valle de Tepeapulco y Cempoala- producían un menor excedente que derivó en una sujeción más severa.

## Periodo Colonial
Los habitantes de Tulancingo presentaron una nula resistencia ante los conquistadores, y aceptaron someterse tras la caída de Tenochtitlan. Por poseer extensas zonas irrigadas, el pueblo resultó atractivo para los españoles, y sabemos que éste fue otorgado en encomienda a Francisco de Terrazas y a Hernando Dávila, según información proporcionada por Ruvalcaba.
Francisco de Terrazas y diana favila estableció un campamento militar en medio de tribus nativas rivales, tepehuas y otomíes, las cuales fueron cristianizadas por la orden franciscana que se estableció en 1527 edificando la ermita de Zapotlán y después la Iglesia de la Tercera Orden, ya desaparecida.
A mediados del siglo XVI se le conoció como el "descanso de los conquistadores" ya que gracias al agradable clima y su cercanía con la Ciudad de México se hizo acreedora al establecimiento de varias familias castellanas que llegaban a la Nueva España. Durante la colonia fue sede eclesiástica por lo que se establecieron varias órdenes entre las cuales predominaron las "Carmelitas Descalsas" y la orden de los dominicos.
En 1575, Tulancingo obtuvo el rango de Alcaldía Mayor, quedando como poblaciones sujetas a esta cabecera Acatlán, Acaxochitlán, Atotonilco el Grande, Huascazaloya, Singuiluca y Tutotepec. Para ese momento, las grandes epidemias que asolaron la Nueva España -de 1520 a 1521, de 1545 a 1548 y de 1576 a 1581- habían mermado significativamente la población india. Para el caso de la alcaldía mayor de Tulancingo, contamos con las cifras proporcionadas por Peter Gerhard en su libro Geografía histórica de la Nueva España, quien afirma que el número de tributarios indígenas cayó de un poco más de 15.000 en 1570 a cerca de 6.700 en 1597, y luego a 2.500 en 1626 y para 1690 ya eran sólo 1.700 tributarios. El mismo autor afirma que las mayores mortandades se dieron en las epidemias de 1576-1581 y la de 1604-1607. Entre sus principales efectos estaba el despoblamiento de numerosos asentamientos y el consecuente abandono de las tierras. Por otra parte, las epidemias también dieron origen a numerosos desplazamientos de familias enteras que emigraban en busca de sitios más convenientes donde establecerse.
Tulancingo destacó como centro de desarrollo de actividades españolas, pues sus tierras fértiles y templadas resultaron valiosas para el cultivo de productos europeos. El desarrollo de esta zona se vio favorecido, además, por dos circunstancias importantes. La primera de ellas fue que la ruta tradicional de intercambio que ligaba al altiplano con las tierras bajas pasando por Tulancingo no fue abandonada por los españoles; por el contrario, estos la reforzaron y se convirtió en el camino que ligaba con la “provincia de Pánuco”. La segunda fue la cercanía con Pachuca, donde se estableció otro centro importante de población española para explotar las minas de plata desde 1552.
El desarrollo de la minería inyectó dinamismo a la actividad agrícola, pastoril y ganadera, con lo que la economía de subsistencia se convirtió en una de corte mercantil, a partir del intercambio de productos que exigía la explotación minera. De este modo, sabemos que las poblaciones comprendidas entre Tulancingo y Atotonilco el Grande se convirtieron en el principal y más cercano núcleo agrícola, que abastecía de granos, ganado y diversos productos a la población establecida junto a las minas. Por otra parte, aún sin haber un nexo con las minas, existía un intercambio constante entre la Huasteca y Tulancingo, pues a cambio de harina de trigo, de la Huasteca se recibía azúcar y frutos tropicales.
Durante el siglo XVII en el valle de Tulancingo se establecieron numerosas haciendas propiedad de colonos españoles. Muestra de ello son las haciendas de San Antonio Farías, Exquitlán, Napateco, San Isidro y Huapalcalco, todas ellas asentadas en los alrededores del pueblo, dedicadas al cultivo de granos, especialmente trigo y maíz, que contaban además con un pequeño número de reses cuya producción era frecuentemente destinada a abastecer a la propia hacienda de productos ganaderos como carne y cueros, y en raras ocasiones su volumen alcanzaba proporciones suficientes que hicieran posible el intercambio o el comercio. Para Tulancingo, la autora también señala la existencia de dos haciendas donde la principal actividad era la explotación ganadera, que se combinaba con el cultivo del maguey para la producción de pulque: es el caso de las haciendas El Abra y Huajomulco.
En las zonas aledañas a Tulancingo, donde la calidad de la tierra era notablemente menor, la explotación agrícola resultaba poco redituable para sus propietarios, por lo que predominaron las haciendas ganaderas y más tarde, las pulqueras. Es el caso de las localizadas en los poblados de Huazcazaloyan y Singuilucan y, en menor medida, Atotonilco y Acatlán.

## Antecedentes e Independencia de México
Finalmente, la descripción que de la jurisdicción de Tulancingo realizó José Antonio Villaseñor y Sánchez en su obra Theatro Americano, da cuenta de la prosperidad y el desarrollo alcanzado en la región hacia 1748 . Ello se refleja en la creciente población española en el lugar así como en la paulatina recuperación de la mermada población india. De la cabecera, el autor nos dice que “en él viven hasta cien familias de españoles, mestizos y mulatos, y de indios se cuentan setecientas y diez del idioma mexicano, y en esta cabecera tiene su residencia el alcalde mayor, cuya jurisdicción se extiende a otros siete pueblos, que son repúblicas de indios con gobernador”.
Durante la guerra de Independencia en 1812, los insurgentes Mariano Aldama y José Francisco Osorno intentaron tomar la ciudad, que entonces estaba defendida por Francisco Piedras y Carlos María Llorente, fracasando en su primer intento y retirándose por completo posteriormente por la intervención del realista Domingo Claverino.
Cuando Agustín de Iturbide es derrotado del gobierno, es escoltado por Nicolás Bravo hacia Tulancingo el 3 de abril de 1823, los tulancinguenses lo recibieron como si aún estuviera en funciones. Para el año de 1854 Tulancingo ya se había convertido en un distrito, que comprendía Tulancingo, Pachuca y Apan.
A mediados del siglo XIX fue declarada diócesis y se estableció un seminario. La Catedral de Tulancingo de corriente franciscana fue construida en dos etapas, terminada hasta 1788 por el arquitecto José Damián Ortiz de Castro.

## Primeros años independientes
El 19 de mayo de 1822, la regencia proclamó a Iturbide, Emperador de México quien había prometido que al encontrar oposición a su reinado, bajaría del trono, así lo hizo el 19 de marzo de 1823, abdicó a la corona y ofreció salir de la capital optando que su residencia estaría en Tulancingo a donde llegó el 3 de abril del mismo año.
El revuelo que causó la llegada de Iturbide a la población a pesar de que ya había dejado el trono fue incontenible. A su paso la gente gritaba “Muera el Congreso y viva el Emperador”, pronto llegó esta noticia al congreso y dio prisa a expropiar a Iturbide.
Se le retiró de Tulancingo el 20 de abril de 1823 y se embarcó en Veracruz el 11 de mayo.

## Guerra de Reforma
A partir de la Constitución de 1824  en la que se adoptaría el gobierno Republicano como forma de gobierno, el primer presidente sería Guadalupe Victoria. La Nación ya no se llamaría simplemente México sino Estados Unidos Mexicanos; formado por 19 entidades autónomas libres y soberanas.
Una de ellas era el Estado de México, que entonces abarcaba además de su actual territorio todo lo que actualmente conocemos como el Estado de Guerrero, Morelos e Hidalgo. La entidad quedó en 8 distritos, de los cuales 3 corresponderían hoy a Hidalgo; el distrito de Tulancingo, que incluía los partidos de Apan, Otumba, Pachuca, Tulancingo y Zempoala. El distrito de Huejutla y Tula eran los dos restantes.
A fines de 1827 diputados federales presentaron al Congreso un decreto, cuyo trámite no prosperó, que prohibía las llamadas logias Masónicas, una especie de sociedades secretas con ritos de la antigua Europa.
Entonces un militar llamado Manuel Montaño, lanzó desde el pueblo de Otumba un plan para exigir la expulsión de las logias, aunque de paso pretendía imponer en México un nuevo gobierno monárquico. La circunstancia pues era ideal para cierto sector de la política. Nicolás Bravo, defensor del sistema centralista del gobierno, como vice - presidente de la República respaldó el levantamiento y se rebeló contra Vicente Guerrero quien entonces era defensor del sistema federalista.
Bravo se refugió en Tulancingo, donde contaba con el apoyo de la milicias, donde fue atacado por Guerrero en 1828. Entre unos y otros se armó un gran conflicto que dejó en la ciudad muchos muertos y heridos.
Su fracaso en la guerra con los Estados Unidos había obligado a Santa Anna a exiliarse, pero a principios de 1853 regresó para ocupar por undécima vez la presidencia de la República. Tomando el papel de dictador en lugar de Presidente el general se apresuró a liberarse de sus enemigos políticos.
A Melchor Ocampo, el gobernador liberador de Michoacán que había dictado leyes contra el clero, lo mandó prisionero a Tulancingo, porque este lugar era adicto a la causa conservadora, como no estuvo en la cárcel, sino que podía caminar libremente en las calles. Ocampo aprovechó su estancia en la población para ganarse amigos y promover el trabajo artesanal.
Seis meses después, Santa Anna cambió de opinión y prefirió mandar a Ocampo fuera del país. En el pueblo de Tulancingo Ocampo dejó prendida la llama de la reforma social y del liberalismo; ideas que pronto hizo suyas un joven de 28 años que se llamaba Manuel Fernando Soto.
Por decreto expedido el 17 de abril de 1858 por el gobernador del Estado de México Lic. Cayetano González y Pérez en reconocimiento a las altas virtudes y patriotismo de Nicolás Bravo, la ciudad se llama Tulancingo de Bravo.
El tulancinguense,  Manuel Fernando Soto gobierna por unos meses el Estado de México intenta promover la creación de un nuevo estado de la República, pero el país estaba demasiado ocupado en otros asuntos como para discutir el proyecto.
Por un lado los conservadores querían vengarse de la derrota y ansiaban un monarca extranjero en vez de un presidente mexicano. Por otro lado; los liberales, trataban de defender el sistema republicano y debían ejecutar a toda costa las leyes de Reforma.

## Intervención Francesa
En julio de 1863 tras el abandono de Juárez, los franceses entran a Tulancingo, mientras tanto en la capital se forma una Junta de Gobierno y una Asamblea de Notables, la primera ocupa el poder ejecutivo y está encabezada por tres personas una de ellas era obispo de Tulancingo, Juan Bautista Ormaechea, la segunda ordena que México debería de tener un emperador y le ofrece la corona al príncipe Fernando Maximiliano de Habsburgo, Archiduque de Austria.
El 12 de junio de 1864 sale una comitiva presidida por el Obispo Ormaechea a recibir al nuevo emperador Maximiliano que llegaba a la Cd. de México. Del 30 de agosto al 2 de septiembre, Maximiliano conoce Tulancingo, alojándose en la misma casa y en el mismo cuarto donde había estado Agustín de Iturbide.
En 1865 los conservadores se llevan la sorpresa de su vida cuando Maximiliano pone en vigor leyes de carácter reformista. Como el país ya no es una república sino un imperio se suprime la división por Estados y se establecen 50 departamentos, uno de los cuales es Tulancingo.
Cuando Benito Juárez regresa triunfante a la Ciudad de México lo primero que hace es expulsar al obispo de Tulancingo acusándolo de imperialista, la paz pudo volver a México, ahora si todo estaba listo para que naciera el Estado de Hidalgo.

## Creación del Estado de Hidalgo
El 16 de enero de 1869 es proclamado el decreto que erige al Estado de Hidalgo, creación tras la cual se encontraba Manuel Fernando Soto. Tulancingo en ese entonces se convierte en una de las once cabeceras municipales, abarcando las localidades de Huehuetla, Tutotepec, Metepec, Acaxochitlán, Tulancingo, Acatlán, Epazoyucan y Singuilucan.
En 1867 restaurada la república había suficientes razones para llevar adelante el proyecto, un sábado 16 de enero de 1869 la República Mexicana ya tenía otro Estado, una vez autorizado el nacimiento de Hidalgo faltaba acordar la localidad que sería su capital; Actopan, Tulancingo o Pachuca.
Actopan carecía de recursos económicos y de edificios para oficinas de gobierno, Tulancingo era la ciudad con mayor número de habitantes, mayores ingresos económicos y edificios para tal fin en el nuevo Estado, pero no le favoreció el hecho de ser residencia de un obispo que había participado con los franceses.

## Porfiriato
Para organizar la defensa contra la invasión, Juárez decretó el 7 de junio, que el Estado de México se dividía en tres distritos militares, el segundo de los cuales correspondió al territorio que sería hidalguense.
Pedro Espinosa, y más tarde Manuel Fernando Soto son los primeros comandantes militares de este distrito.
El 28 de enero de 1872, el gobierno federal declaró a Hidalgo en estado de sitio la razón fue la inconformidad por la relación de Juárez en este año y puso en manos de Francisco A. Osorio pese a las protestas del gobernador Tagle, en febrero, el distrito de Tulancingo desconoció a Osorio.
Muerto Juárez el presidente Lerdo de Tejada puso fin al estado de sitio en Hidalgo y reintegró el poder al gobernador Tagle.
Al segundo gobernador en la entidad; Tagle, le tocó promulgar la primera Constitución que había redactado el congreso hidalguense. Aunque ésta era de corte liberal, no fue obstáculo para que el año siguiente regresara a Tulancingo el desterrado obispo Ormaechea como si nada hubiera pasado.
El 28 de enero de 1878 se inauguró la red Pachuca y Tulancingo con la Ciudad de México de ferrocarril, pero es hasta 1893 cuando circula el primer ferrocarril.

## Revolución
En enero de 1910 se fundó el “Club Antirreleccionista Benito Juárez” que participó en la nominación de Francisco I. Madero como candidato a la presidencia de la República.
El 15 de mayo de 1911 las fuerzas maderistas toman posesión de Tulancingo bajo las órdenes de Gabriel Hernández, al día siguiente tomaron Pachuca donde depusieron al gobernador quien había ordenado a los jefes políticos proclamarle adhesión a Díaz. En 1912, la ciudad es visitada por Madero.
En la madrugada de 2 de mayo de 1915 fueron sorprendidos los revolucionarios carrancistas por los villistas en la plaza Tulancingo, en 1916, Venustiano Carranza visitó Tulancingo.
Después del triunfo revolucionario la lucha por la tierra fue encabezada por Agustín Olvera